# Enzo Maiorca
Enzo Maiorca (ur. 21 czerwca 1931 w Syrakuzach, zm. 13 listopada 2016 tamże) – włoski nurek i polityk, wielokrotny rekordzista we freedivingu, senator w latach 1994–1996.

## Życiorys
Urodził się 21 czerwca 1931 w sycylijskich Syrakuzach. W młodości był kajakarzem. Nazywano go „człowiekiem rybą”. W latach 1960–1974 trzynaście razy poprawiał rekord świata w swobodnym nurkowaniu. W 1960 roku zanurkował na głębokość 45 metrów W 1961 jako pierwszy człowiek w historii przekroczył głębokość 50 metrów w nurkowaniu bez akwalungu. W tym czasie uważano, że przekroczenie tej granicy spowoduje natychmiastową śmierć nurka. Maiorca przyczynił się w znaczącym stopniu do rozwoju i popularyzacji nurkowania swobodnego w latach 60. i 70. XX wieku.
W 1975 wystąpił w filmie włoskiego reżysera Melchiadego Colettiego Wyzwanie na dnie(wł. Sfida sul fondo).
W środowisku freedivingu był uznawany za „żywą legendę”. Jego rywalizację z francuskim nurkiem Jacques’em Mayolem, który jako pierwszy zanurkował poniżej 100 metrów, przedstawił w 1988 reżyser Luc Besson w filmie Wielki błękit. Mayola zagrał Jean-Marc Barr, a jako Maiorca wystąpił Jean Reno. W roku premiery filmu, 57-letni wówczas Maiorca pobił swój rekord życiowy nurkując na głębokość 101 metrów.
Po zakończeniu kariery podejmował działalność ekologiczną – zwłaszcza związaną ze środowiskiem morskim – i polityczną. W latach 1994–1996 był senatorem z list prawicowego Sojuszu Narodowego.
Uważał, że w Wielkim błękicie został przedstawiony w sposób karykaturalny, gdyż Besson został zmanipulowany przez, będącego współtwórcą filmu, Mayola. Maiorca doprowadził do zakazu emisji dzieła na terenie Włoch. W 2001 roku zmarł Mayol, a w 2002 roku film, po wycięciu kilku scen i przemontowaniu innych, wszedł ponownie na ekrany włoskich kin.
Był autorem lub współautorem publikacji na temat nurkowania publikowanych w języku włoskim, m.in. Sotto il segno di Tanit, Mediolan 2011, ISBN 978-88-425-4879-9.
Zmarł 13 listopada 2016 w rodzinnych Syrakuzach w wieku 85 lat.

## Życie prywatne
Jego córki Patrizia i Rossana również były nurkami.